# العلاقات الكمبودية الماليزية
العلاقات الكمبودية الماليزية هي العلاقات الثنائية التي تجمع بين كمبوديا وماليزيا.

## مقارنة بين البلدين
هذه مقارنة عامة ومرجعية للدولتين:
| وجه المقارنة                                              | كمبوديا                   | ماليزيا       |
| --------------------------------------------------------- | ------------------------- | ------------- |
| المساحة (كم2)                                             | 181.03 ألف                | 330.29 ألف    |
| عدد السكان (نسمة)                                         | 16.01 مليون               | 31.62 مليون   |
| الكثافة السكانية (ن./كم²)                                 | 88.44                     | 95.73         |
| العاصمة                                                   | بنوم بنه                  | كوالالمبور    |
| اللغة الرسمية                                             | اللغة الخميرية            | لغة ماليزية   |
| العملة                                                    | ريال كمبودي، دولار أمريكي | رينغيت ماليزي |
| الناتج المحلي الإجمالي (بليون دولار)                      | 22.16 مليار               | 314.50 مليار  |
| الناتج المحلي الإجمالي (تعادل القوة الشرائية) بليون دولار | 54.37 مليار               | 817.43 مليار  |
| الناتج المحلي الإجمالي الاسمي للفرد دولار أمريكي          | 1.16 ألف                  | 9.77 ألف      |
| الناتج المحلي الإجمالي للفرد دولار أمريكي                 | 3.26 ألف                  | 25.64 ألف     |
| مؤشر التنمية البشرية                                      | 0.555                     | 0.779         |
| رمز المكالمات الدولي                                      | +855                      | +60           |
| رمز الإنترنت                                              | .kh                       | .my           |
| المنطقة الزمنية                                           | ت ع م+07:00               | ت ع م+08:00   |

## منظمات دولية مشتركة
يشترك البلدان في عضوية مجموعة من المنظمات الدولية، منها:
| علم المنظمة | اسم المنظمة                               | تاريخ انضمام كمبوديا | تاريخ انضمام ماليزيا |
| ----------- | ----------------------------------------- | -------------------- | -------------------- |
|             | بنك التنمية الآسيوي                       | 1966                 | 1966                 |
|             | وكالة ضمان الاستثمار متعدد الأطراف        | 1 ديسمبر 1999        | 6 ديسمبر 1991        |
|             | الأمم المتحدة                             | 14 ديسمبر 1955       | 17 سبتمبر 1957       |
|             | الفريق المعني برصد الأرض                  | ?                    | ?                    |
|             | منظمة حظر الأسلحة الكيميائية              | ?                    | ?                    |
|             | أسيان                                     | 30 أبريل 1999        | 8 أغسطس 1967         |
|             | منظمة التجارة العالمية                    | ?                    | ?                    |
|             | منظمة الشرطة الجنائية الدولية             | ?                    | ?                    |
|             | مؤسسة التنمية الدولية                     | 22 يوليو 1970        | 24 سبتمبر 1960       |
|             | يونسكو                                    | 3 يوليو 1951         | 16 يونيو 1958        |
|             | الاتحاد البريدي العالمي                   | ?                    | ?                    |
|             | البنك الدولي للإنشاء والتعمير             | 22 يوليو 1970        | 7 مارس 1958          |
|             | منتدى آسيان الإقليمي ‏                     | ?                    | ?                    |
|             | الاتحاد الدولي للاتصالات                  | 10 أبريل 1952        | 3 فبراير 1958        |
|             | مؤسسة التمويل الدولية                     | 26 مارس 1997         | 20 مارس 1958         |
|             | المركز الدولي لتسوية المنازعات الاستشارية | 19 يناير 2005        | 14 أكتوبر 1966       |

## وصلات خارجية
- موقع وزارة الخارجية الكمبودية
- موقع وزارة الخارجية الماليزية